# DN17C
De DN17C (Drum Național 17C of Nationale weg 17C) is een weg in Roemenië. Hij loopt van Bistrița via Năsăud naar Moisei. De weg is 86 kilometer lang. 